# گردشگری در سنگاپور

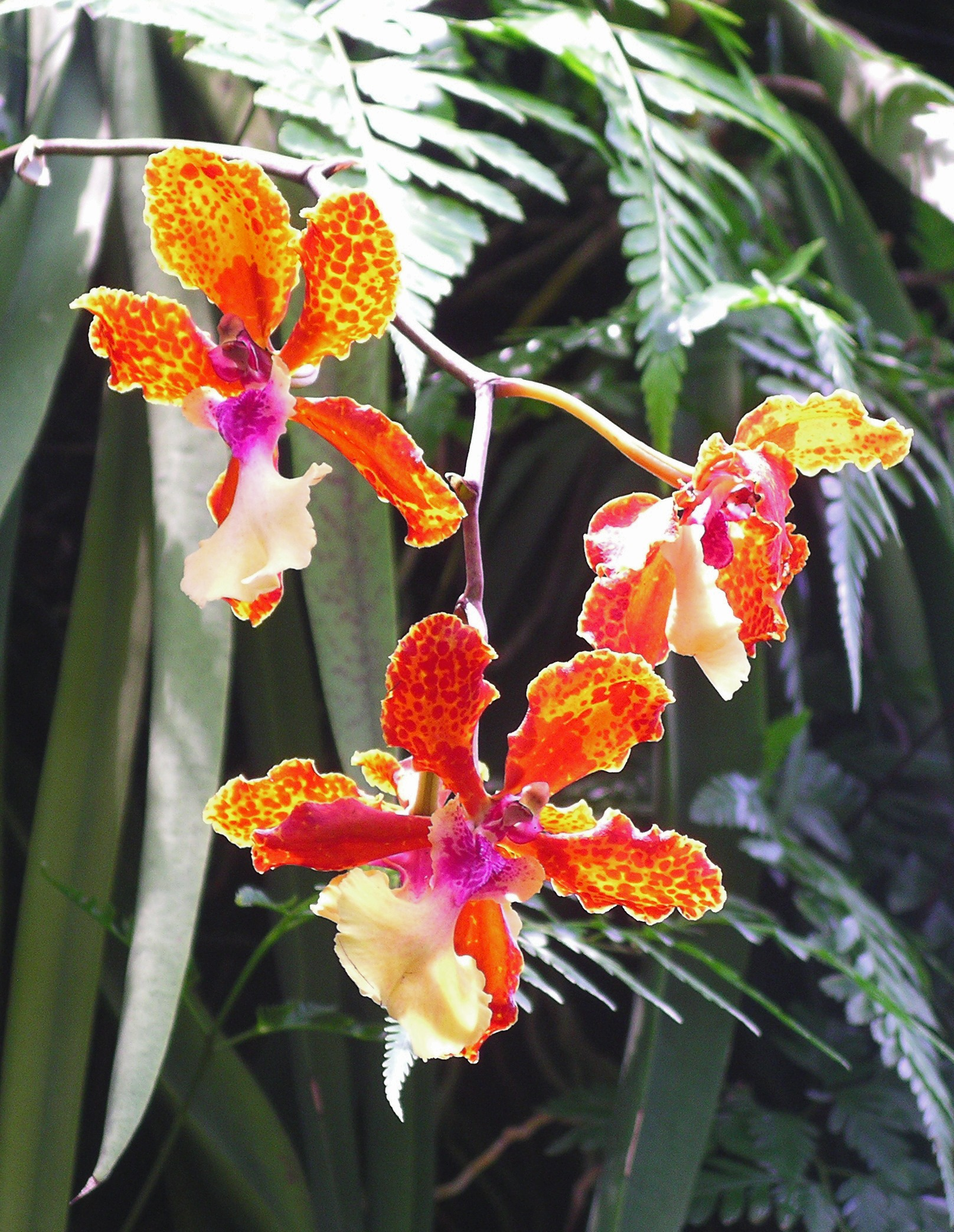
گل ارکیده در باغ گیاه‌شناسی سنگاپور

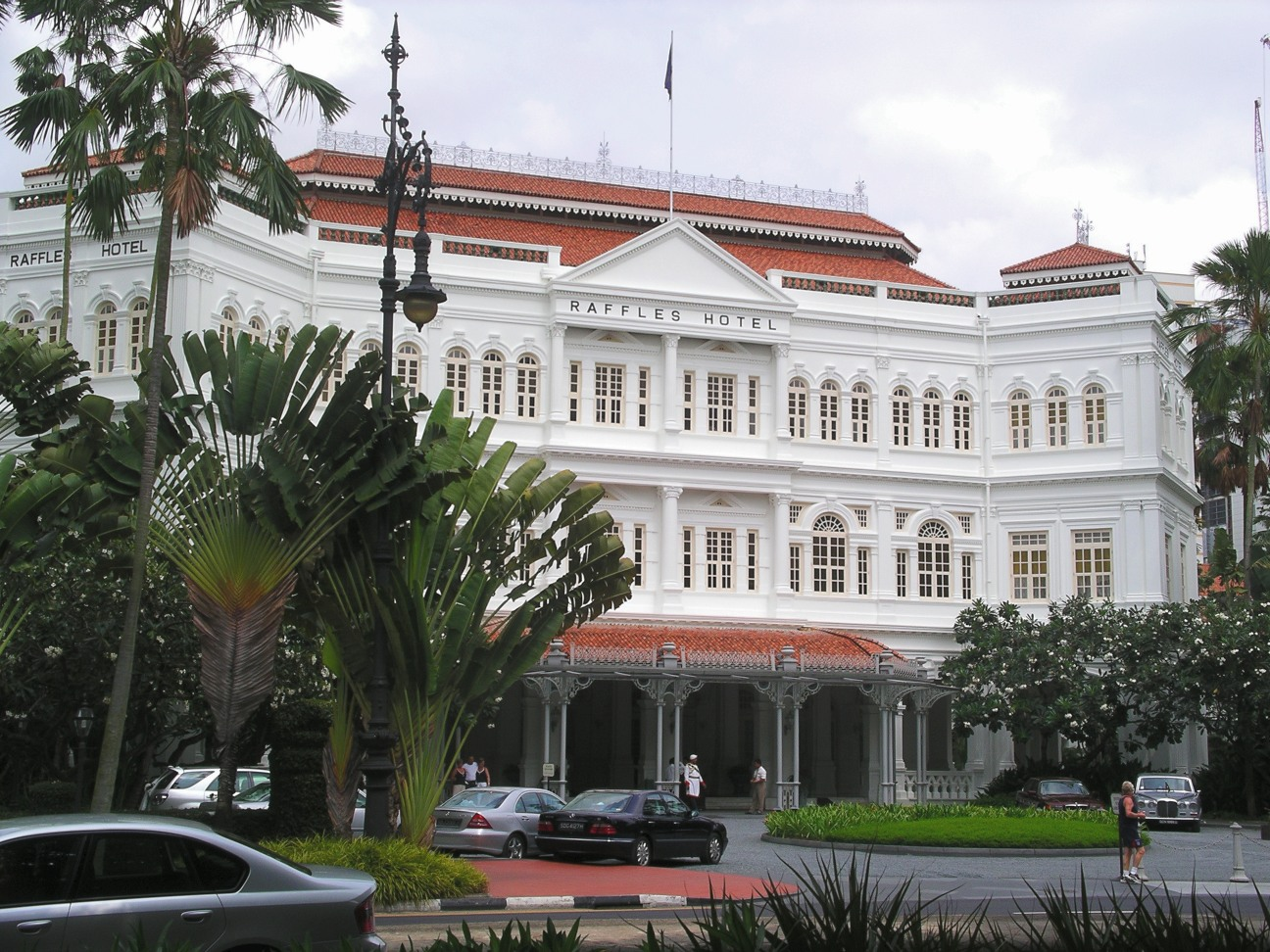
هتل تاریخی رافلز یک اثر ملی است

گردشگری در سنگاپور یک صنعت بزرگ و کمک کننده به اقتصاد سنگاپور است و در سال ۲۰۱۷ حدود ۱۷٫۴ میلیون گردشگر بین‌المللی را به خود جذب کرده‌است که بیش از ۳ برابر کل جمعیت سنگاپور است. همچنین برنامه‌های سازگار با محیط زیست و حفاظت از میراث طبیعی را حفظ می‌کند. در کنار این، یکی از کمترین میزان جرم و جنایت در جهان را نیز دارد. از آنجا که زبان انگلیسی یکی از چهار زبان رسمی غالب است، به‌طور کلی درک گردشگران برای صحبت با مردم محلی، به عنوان مثال هنگام خرید، آسان‌تر است. حمل و نقل در سنگاپور، راحتی گردشگران را افزایش می‌دهد که شامل سیستم شناخته شده حمل و نقل سریع (MRT) است. سنگاپور پنجمین شهر پر بازدید در جهان و دومین شهر در آسیا-اقیانوسیه است.
گزارش رقابت پذیری سفر و جهانگردی در سال ۲۰۱۷، سنگاپور را از بین ۱۳۶ کشور در جایگاه سیزدهم قرار داده‌است که تنها پس از ژاپن (رتبه ۴) و هنگ کنگ (رتبه ۱۱) سومین در آسیا است. این گزارش فضای کسب و کار سنگاپور، فضای بازبین‌المللی، همچنین سیاست‌های مسافرتی و گردشگری و شرایط را به عنوان بهترین در جهان (رتبه ۱) رتبه‌بندی کرده‌است. با این حال، این کشور جزیره‌ای در زیرشاخص منابع طبیعی و فرهنگی نمره نسبتاً پایینی کسب کرد (رتبه 40).
منطقه Orchard Road که تحت سلطه مراکز خرید و هتل‌های چند طبقه است، می‌تواند مرکز گردشگری سنگاپور محسوب شود. از دیگر جاذبه‌های گردشگری محبوب می‌توان به باغ وحش سنگاپور، رودخانه سافاری و شب سافاری اشاره کرد که به افراد اجازه می‌دهد شب‌ها در زیستگاه‌های حیوانات آسیایی، آفریقایی و آمریکایی گشت و گذار کنند و هیچ مانعی قابل مشاهده بین مهمانان و حیوانات وحشی وجود ندارد. باغ وحش سنگاپور مفهوم «باغ وحش آزاد» را پذیرفته‌است که به موجب آن حیوانات به جای اینکه در قفس باشند، در محفظه‌هایی نگهداری می‌شوند که توسط گودال‌های خشک یا مرطوب از بازدید کنندگان جدا می‌شوند، در حالی که رودخانه سافاری دارای ۱۰ اکوسیستم مختلف در سراسر جهان، از جمله رودخانه نیل، یانگ تسه، می‌سی‌سی‌پی، آمازون و همچنین توندرا و دارای ۳۰۰ گونه حیوان از جمله گونه‌های در معرض انقراض زیاد است.
پارک پرندگان جورونگ یکی دیگر از باغ‌های حیوانات با مرکزیت پرندگان است که در معرض دید عموم مردم قرار دارد و بیشتر گونه‌ها و انواع پرندگان از سراسر جهان از جمله فلامینگو در آن قرار دارد. جزیره توریستی سنتوسا، که در سال ۲۰۱۱ بیش از ۱۹ میلیون بازدید کننده را به خود جلب کرد، در جنوب سنگاپور واقع شده‌است و شامل ۲۰ تا ۳۰ مکان دیدنی مانند قلعه سیلوسو است که به عنوان قلعه ای برای دفاع در برابر ژاپنی‌ها در طول جنگ جهانی دوم ساخته شده‌است.
اسلحه‌های مربوط به دوران جنگ جهانی دوم را می‌توان در قلعه سیلوسو مشاهده کرد. علاوه بر این، این جزیره برج تایگر اسکای را ساخته‌است که به بازدیدکنندگان اجازه می‌دهد تا کل سنتوزا و همچنین Sentosa Luge را ببینند. از جمله جدیدترین جاذبه‌های گردشگران ساخته شده در سنگاپور شامل دو استراحتگاه یکپارچه است که کازینوها را در خود جای داده‌است، مانند مارینا بی سندز.

## آمار گردشگری
طبق آمار اولیه هیئت گردشگری سنگاپور، سنگاپور در سال ۲۰۱۹ با دریافت ۲۷٫۱ میلیارد دلار استرالیا تقریباً ۱۹٫۱ میلیون بازدید کننده داشته‌است.
این بازدید کنندگان از پنج بازار بزرگ، به‌طور عمده اندونزی، جمهوری خلق چین، مالزی، استرالیا و هند آمده بودند. اما در سال ۲۰۱۶، تعداد گردشگران جمهوری خلق چین با تعداد گردشگران اندونزی همپوشانی داشته‌است.

### روندهای کلی
| سال  | ورودهای جهانگردی | درصد تغییر نسبت به دوره قبل |
| ---- | ---------------- | --------------------------- |
| ۱۹۶۵ | ۹۹۰۰۰            |                             |
| ۱۹۷۰ | ۵۷۹٬۰۰۰          | ۴۸۸٫۱٪                      |
| ۱۹۷۵ | ۱٬۳۲۴٬۰۰۰        | ۱۲۸٫۶٪                      |
| ۱۹۸۰ | ۲٬۵۶۲٬۰۰۰        | ۹۲٪                         |
| ۱۹۸۵ | ۳٬۰۳۱٬۰۰۰        | ۱۸٫۳٪                       |
| ۱۹۹۰ | ۵٬۳۲۳٬۰۰۰        | ۷۵٫۶٪                       |
| ۱۹۹۵ | ۷٬۱۳۷٬۰۰۰        | ۳۴٫۱٪                       |
| ۲۰۰۰ | ۷٬۶۹۱٬۳۹۹        | ۷٫۷۶٪                       |
| ۲۰۰۵ | ۸٬۹۴۳٬۰۲۹        | ۱۶٫۲۷٪                      |
| ۲۰۱۰ | ۱۱٬۶۳۸٬۶۶۳       | ۳۰٫۱۴٪                      |
| ۲۰۱۵ | ۱۵٬۲۳۱٬۴۶۹       | ۳۰٫۸۶٪                      |

### سال‌های اخیر
| سال  | ورودهای جهانگردی | درصد تغییر نسبت به سال قبل |
| ---- | ---------------- | -------------------------- |
| ۲۰۱۰ | ۱۱٬۶۴۱٬۷۰۰       | ۲۰٫۲٪                      |
| ۲۰۱۱ | ۱۳٬۱۷۱٬۳۰۳       | ۱۳٫۱٪                      |
| ۲۰۱۲ | ۱۴٬۴۹۶٬۰۹۱       | ۱۰٫۱٪                      |
| ۲۰۱۳ | ۱۵٬۵۶۷٬۹۲۳       | ۷٫۴٪                       |
| ۲۰۱۴ | ۱۵٬۰۹۵٬۱۵۲       | −۳                         |
| ۲۰۱۵ | ۱۵٬۲۳۱٬۴۶۹       | ۰٫۹٪                       |
| ۲۰۱۶ | ۱۶٬۴۰۲٬۵۹۳       | ۷٫۷٪                       |
| ۲۰۱۷ | ۱۷٬۴۲۲٬۸۲۶       | ۶٫۲٪                       |
| ۲۰۱۸ | ۱۸٬۵۰۶٬۶۱۹       | ۶٫۲٪                       |

### بازارهای برتر ۲۰۰۰–۲۰۱۰
منبع: هیئت گردشگری سنگاپور
| کشور یا قلمرو       | ۲۰۰۰      | ۲۰۰۱      | ۲۰۰۲      | ۲۰۰۳      | ۲۰۰۴      | ۲۰۰۵      | ۲۰۰۶      | ۲۰۰۷      | ۲۰۰۸      | ۲۰۰۹      | ۲۰۱۰      |
| ------------------- | --------- | --------- | --------- | --------- | --------- | --------- | --------- | --------- | --------- | --------- | --------- |
| اندونزی             | ۱٬۳۱۳٬۳۱۶ | ۱٬۳۶۴٬۳۸۰ | ۱٬۳۹۳٬۰۲۰ | ۱٬۳۴۱٬۷۴۷ | ۱٬۷۶۵٬۳۲۴ | ۱٬۸۱۳٬۵۶۹ | ۱٬۹۲۲٬۲۱۷ | ۱٬۹۶۲٬۰۵۵ | ۱٬۷۶۵٬۴۲۹ | ۱٬۷۴۵٬۳۳۰ | ۲٬۳۰۵٬۱۴۹ |
| چین                 | ۴۳۴٬۳۳۶   | ۴۹۷٬۳۹۸   | ۶۷۰٬۰۹۹   | ۵۶۸٬۵۱۰   | ۸۸۰٬۲۵۹   | ۸۵۷٬۸۱۴   | ۱٬۰۳۷٬۲۰۱ | ۱٬۱۱۳٬۹۵۶ | ۱٬۰۷۸٬۷۴۲ | ۹۳۶٬۷۴۷   | ۱٬۱۷۱٬۳۳۷ |
| مالزی               | ۵۶۴٬۷۵۰   | ۵۷۸٬۷۱۹   | ۵۴۸٬۶۵۹   | ۴۳۹٬۴۳۷   | ۵۳۷٬۳۳۶   | ۵۷۷٬۹۸۷   | ۶۳۴٬۳۰۳   | ۶۴۵٬۷۷۴   | ۶۴۷٬۴۸۰   | ۷۶۴٬۳۰۹   | ۱٬۰۳۶٬۹۱۸ |
| استرالیا            | ۵۱۰٬۳۴۷   | ۵۵۰٬۶۸۱   | ۵۳۸٬۴۰۸   | ۳۹۲٬۹۰۶   | ۵۶۱٬۱۶۳   | ۶۲۰٬۲۵۵   | ۶۹۱٬۶۳۲   | ۷۶۸٬۴۹۰   | ۸۳۳٬۱۵۶   | ۸۳۰٬۲۹۹   | ۸۸۰٬۴۸۶   |
| هند                 | ۳۴۶٬۳۶۰   | ۳۳۹٬۸۲۸   | ۳۷۵٬۶۹۷   | ۳۰۹٬۴۸۷   | ۴۷۱٬۲۴۴   | ۵۸۳٬۵۹۰   | ۶۵۸٬۹۰۲   | ۷۴۸٬۷۲۸   | ۷۷۸٬۳۰۳   | ۷۲۵٬۶۲۴   | ۸۲۸٬۹۰۳   |
| ژاپن                | ۹۲۹٬۸۹۵   | ۷۵۵٬۷۶۶   | ۷۲۳٬۴۳۱   | ۴۳۴٬۰۸۷   | ۵۹۸٬۸۴۰   | ۵۸۸٬۵۳۵   | ۵۹۴٬۴۰۶   | ۵۹۴٬۵۱۴   | ۵۷۱٬۰۴۰   | ۴۸۹٬۹۸۷   | ۵۲۸٬۸۱۷   |
| فیلیپین             | ۱۸۱٬۰۳۲   | ۱۹۰٬۶۳۰   | ۱۹۵٬۵۶۴   | ۱۷۶٬۵۸۵   | ۲۴۵٬۹۱۸   | ۳۱۹٬۹۷۱   | ۳۸۶٬۱۱۹   | ۴۱۸٬۷۷۵   | ۴۱۸٬۹۳۸   | ۴۳۲٬۰۷۲   | ۵۴۴٬۳۴۴   |
| هنگ کنگ             | ۲۸۵٬۹۷۵   | ۲۷۶٬۱۵۷   | ۲۶۵٬۹۷۰   | ۲۲۶٬۲۶۰   | ۲۷۱٬۶۹۱   | ۳۱۳٬۸۳۱   | ۲۹۱٬۴۷۴   | ۳۰۲٬۱۱۰   | ۲۷۸٬۱۱۵   | ۲۹۴٬۴۲۰   | ۳۸۷٬۵۵۲   |
| تایلند              | ۲۴۶٬۷۵۰   | ۲۶۰٬۹۵۸   | ۲۶۳٬۸۶۶   | ۲۳۵٬۸۲۶   | ۳۴۱٬۹۸۹   | ۳۷۹٬۰۴۰   | ۳۵۶٬۳۶۷   | ۳۵۳٬۴۱۶   | ۳۳۳٬۹۰۵   | ۳۱۷٬۹۰۵   | ۴۳۰٬۰۲۲   |
| ایالات متحده آمریکا | ۳۸۵٬۵۸۵   | ۳۴۳٬۸۰۵   | ۳۲۷٬۶۴۸   | ۲۵۰٬۶۷۸   | ۳۳۳٬۱۵۶   | ۳۷۱٬۴۴۰   | ۳۹۹٬۷۸۶   | ۴۰۸٬۸۸۵   | ۳۹۶٬۶۳۱   | ۳۷۰٬۷۰۴   | ۴۱۶٬۹۹۰   |
| کره جنوبی           | ۳۵۴٬۳۵۳   | ۳۵۹٬۰۸۳   | ۳۷۱٬۰۵۰   | ۲۶۱٬۴۰۳   | ۳۶۱٬۰۸۳   | ۳۶۴٬۲۰۶   | ۴۵۴٬۷۲۲   | ۴۶۴٬۲۹۲   | ۴۲۳٬۰۱۸   | ۲۷۱٬۹۸۷   | ۳۶۰٬۶۷۳   |
| بریتانیا            | ۴۴۴٬۹۷۶   | ۴۶۰٬۰۱۸   | ۴۵۸٬۵۲۸   | ۳۸۷٬۹۸۲   | ۴۵۷٬۲۶۲   | ۴۶۷٬۱۵۴   | ۴۸۸٬۱۶۷   | ۴۹۵٬۶۹۳   | ۴۹۲٬۹۳۳   | ۴۶۹٬۷۵۶   | ۴۶۱٬۷۱۴   |
| ویتنام              | ۳۱٬۸۳۷    | ۳۴٬۶۳۳    | ۴۰٬۶۵۲    | ۴۴٬۴۲۰    | ۱۰۵٬۸۰۳   | ۱۵۰٬۶۲۶   | ۱۶۵٬۱۰۵   | ۲۰۳٬۲۱۰   | ۲۳۹٬۲۹۹   | ۲۶۵٬۴۱۴   | ۳۲۲٬۸۵۳   |
| تایوان              | ۲۹۰٬۹۰۴   | ۲۲۲٬۰۸۷   | ۲۰۹٬۳۲۱   | ۱۴۴٬۹۴۲   | ۱۸۲٬۴۴۳   | ۲۱۳٬۹۵۹   | ۲۱۹٬۴۶۳   | ۲۰۸٬۱۵۶   | ۱۷۵٬۹۲۴   | ۱۵۶٬۷۶۱   | ۱۹۱٬۱۷۳   |
| آلمان               | ۱۶۹٬۴۰۸   | ۱۶۶٬۹۸۱   | ۱۵۷٬۵۱۰   | ۱۲۱٬۳۷۶   | ۱۴۲٬۳۷۱   | ۱۵۴٬۷۷۹   | ۱۶۱٬۱۲۵   | ۱۶۴٬۹۰۰   | ۱۷۵٬۲۸۰   | ۱۸۳٬۶۸۱   | ۲۰۹٬۲۳۱   |

### بازارهای برتر ۲۰۱۱–۲۰۱۸
منبع: هیئت گردشگری سنگاپور
| کشور یا قلمرو       | ۲۰۱۱      | ۲۰۱۲      | ۲۰۱۳      | ۲۰۱۴      | ۲۰۱۵      | ۲۰۱۶      | ۲۰۱۷      | ۲۰۱۸      |
| ------------------- | --------- | --------- | --------- | --------- | --------- | --------- | --------- | --------- |
| چین                 | ۱٬۵۷۷٬۵۲۲ | ۲٬۰۳۴٬۱۷۷ | ۲٬۲۶۹٬۸۷۰ | ۱٬۷۲۲٬۳۸۰ | ۲٬۱۰۶٬۱۶۴ | ۲٬۸۶۳٬۵۸۲ | ۳٬۲۲۶٬۹۲۹ | ۳٬۴۱۶٬۴۷۵ |
| اندونزی             | ۲٬۵۹۲٬۲۲۲ | ۲٬۸۳۷٬۵۳۷ | ۳٬۰۸۸٬۸۵۹ | ۳٬۰۲۵٬۱۷۸ | ۲٬۷۳۱٬۶۹۰ | ۲٬۸۹۳٬۶۱۴ | ۲٬۹۵۴٬۳۸۴ | ۳٬۰۲۱٬۴۲۹ |
| هند                 | ۸۶۸٬۹۹۱   | ۸۹۴٬۹۹۳   | ۹۳۳٬۵۵۳   | ۹۴۳٬۶۳۶   | ۱٬۰۱۳٬۹۸۶ | ۱٬۰۹۷٬۱۸۶ | ۱٬۲۷۲٬۰۶۹ | ۱٬۴۴۲٬۲۴۲ |
| مالزی               | ۱٬۱۴۰٬۹۳۵ | ۱٬۲۳۱٬۶۸۶ | ۱٬۲۸۰٬۹۴۲ | ۱٬۲۳۳٬۰۳۵ | ۱٬۱۷۱٬۰۷۷ | ۱٬۱۵۱٬۴۸۰ | ۱٬۱۶۸٬۳۵۶ | ۱٬۲۵۳٬۹۹۲ |
| استرالیا            | ۹۵۶٬۰۳۹   | ۱٬۰۵۰٬۳۷۳ | ۱٬۱۲۵٬۱۷۹ | ۱٬۰۷۴٬۸۷۸ | ۱٬۰۴۳٬۵۶۸ | ۱٬۰۲۷٬۳۰۹ | ۱٬۰۸۱٬۹۸۷ | ۱٬۱۰۷٬۲۱۵ |
| ژاپن                | ۶۵۶٬۴۱۷   | ۷۵۷٬۱۱۶   | ۸۳۲٬۸۴۵   | ۸۲۴٬۷۴۱   | ۷۸۹٬۱۷۹   | ۷۸۳٬۷۲۱   | ۷۹۲٬۸۱۳   | ۸۲۹٬۶۶۴   |
| فیلیپین             | ۶۷۷٬۷۲۳   | ۶۵۶٬۸۰۴   | ۶۸۷٬۷۹۴   | ۶۷۶٬۴۸۱   | ۶۷۳٬۳۷۴   | ۶۹۱٬۵۵۵   | ۷۳۶٬۴۵۶   | ۷۷۸٬۱۳۵   |
| ایالات متحده آمریکا | ۴۴۰٬۵۷۶   | ۴۷۷٬۲۱۳   | ۴۹۱٬۹۴۶   | ۴۸۴٬۹۱۲   | ۴۹۹٬۵۰۹   | ۵۱۶٬۲۷۶   | ۵۶۵٬۲۵۰   | ۶۴۳٬۱۶۲   |
| کره جنوبی           | ۴۱۴٬۸۷۹   | ۴۴۵٬۱۸۴   | ۴۷۱٬۷۶۸   | ۵۳۶٬۹۷۵   | ۵۷۷٬۰۸۲   | ۵۶۶٬۵۰۳   | ۶۳۱٬۳۵۹   | ۶۲۹٬۴۵۱   |
| ویتنام              | ۳۳۲٬۲۳۱   | ۳۶۶٬۲۳۴   | ۳۸۰٬۴۹۵   | ۴۲۴٬۴۰۸   | ۴۱۸٬۲۶۶   | ۴۶۹٬۴۰۹   | ۵۳۱٬۳۵۹   | ۵۹۱٬۶۰۰   |
| بریتانیا            | ۴۴۲٬۶۱۱   | ۴۴۶٬۴۹۷   | ۴۶۱٬۴۵۹   | ۴۵۱٬۹۳۱   | ۴۷۳٬۸۱۰   | ۴۸۹٬۲۰۵   | ۵۱۸٬۹۰۳   | ۵۸۸٬۸۶۳   |
| تایلند              | ۴۷۲٬۷۰۸   | ۴۷۷٬۶۵۴   | ۴۹۷٬۴۰۹   | ۵۰۶٬۵۰۹   | ۵۱۶٬۴۰۹   | ۵۴۶٬۳۸۴   | ۵۳۱٬۳۰۷   | ۵۴۵٬۶۰۱   |
| هنگ کنگ             | ۴۶۴٬۳۷۵   | ۴۷۲٬۱۶۷   | ۵۳۹٬۸۱۰   | ۶۳۱٬۰۲۹   | ۶۰۹٬۸۸۸   | ۵۳۷٬۹۶۴   | ۴۶۵٬۷۶۹   | ۴۷۳٬۱۱۳   |
| تایوان              | ۲۳۸٬۴۸۸   | ۲۸۲٬۲۰۳   | ۳۵۰٬۳۰۸   | ۳۳۷٬۴۳۱   | ۳۷۸٬۰۲۶   | ۳۹۴٬۱۷۴   | ۳۹۵٬۵۴۹   | ۴۲۲٬۹۳۵   |
| آلمان               | ۲۱۹٬۹۵۲   | ۲۵۲٬۴۳۳   | ۲۵۱٬۵۶۰   | ۲۶۳٬۵۱۳   | ۲۸۶٬۷۳۲   | ۳۲۸٬۷۶۲   | ۳۴۲٬۳۳۶   | ۳۵۶٬۷۹۷   |

کمربندهای خرید مختلفی در سنگاپور، خلیج مارینا، خیابان Bugis، محله چینی‌ها، Geylang Serai , Kampong Gelam & خیابان عرب، هند کوچک، جاده North Bridge , Orchard Road و حومه شهر وجود دارد.

## استراحتگاه‌ها
سنتوزا یک جزیره نسبتاً بزرگ است که در جنوب آن واقع شده‌است. از جمله جاذبه‌های گردشگری این جزیره به همراه یک استراحتگاه جلوی ساحل، می‌توان به قلعه سیلوسو، موزه تاریخی آن، آکواریوم SEA و مادام توسو سنگاپور اشاره کرد. سنگاپور همچنین دارای دو کازینو بزرگ از جمله مارینا بی سندز است.

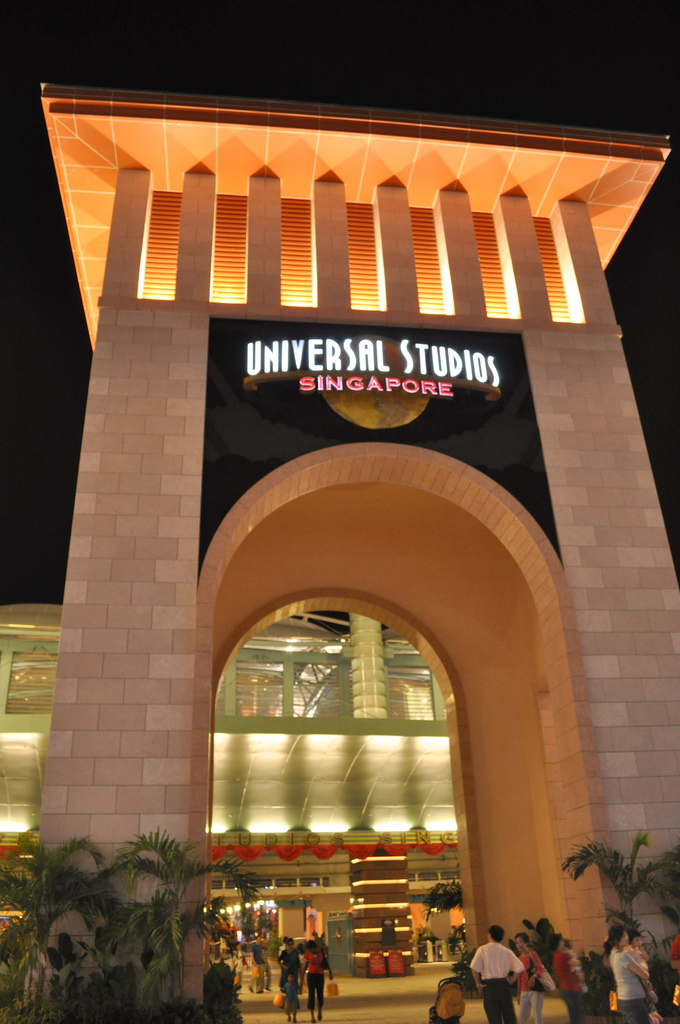
آرکوی ورودی USS
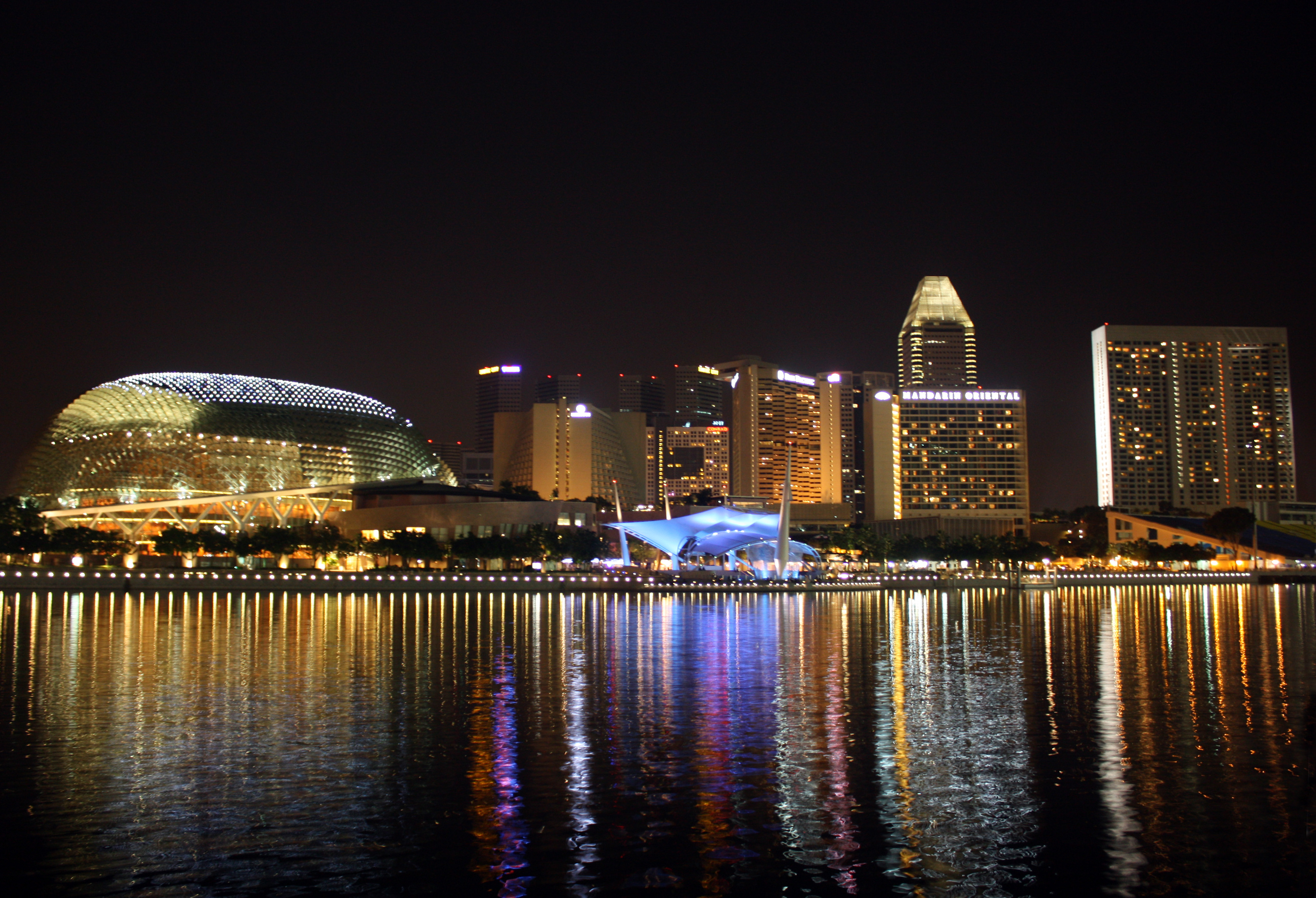
خلیج مارینا، در مرکز پس زمینه مارینا .
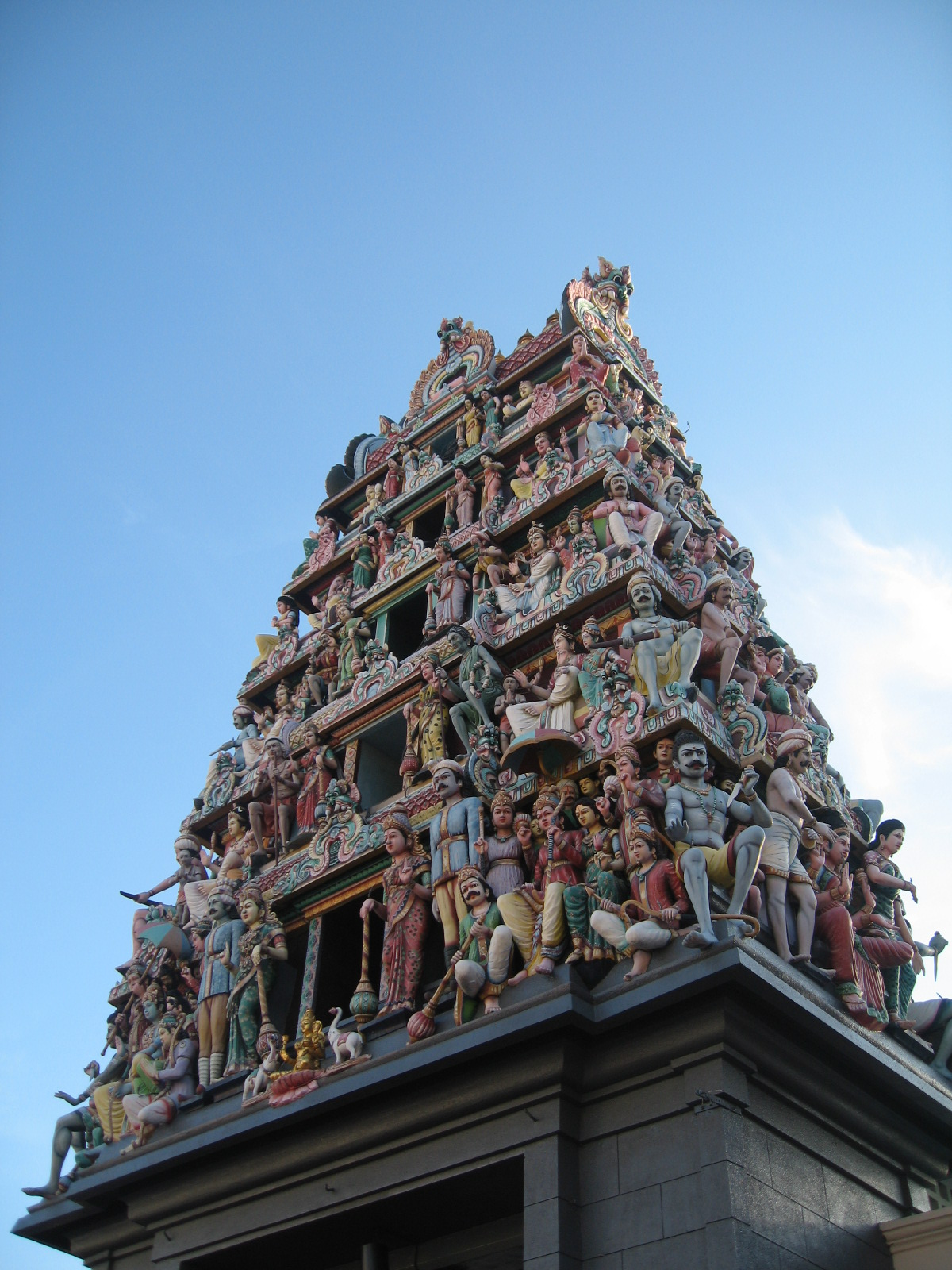
معبد سری ماریاممن، قدیمی‌ترین معبد هندو سنگاپور است که در محله چینی‌ها، سنگاپور واقع شده‌است
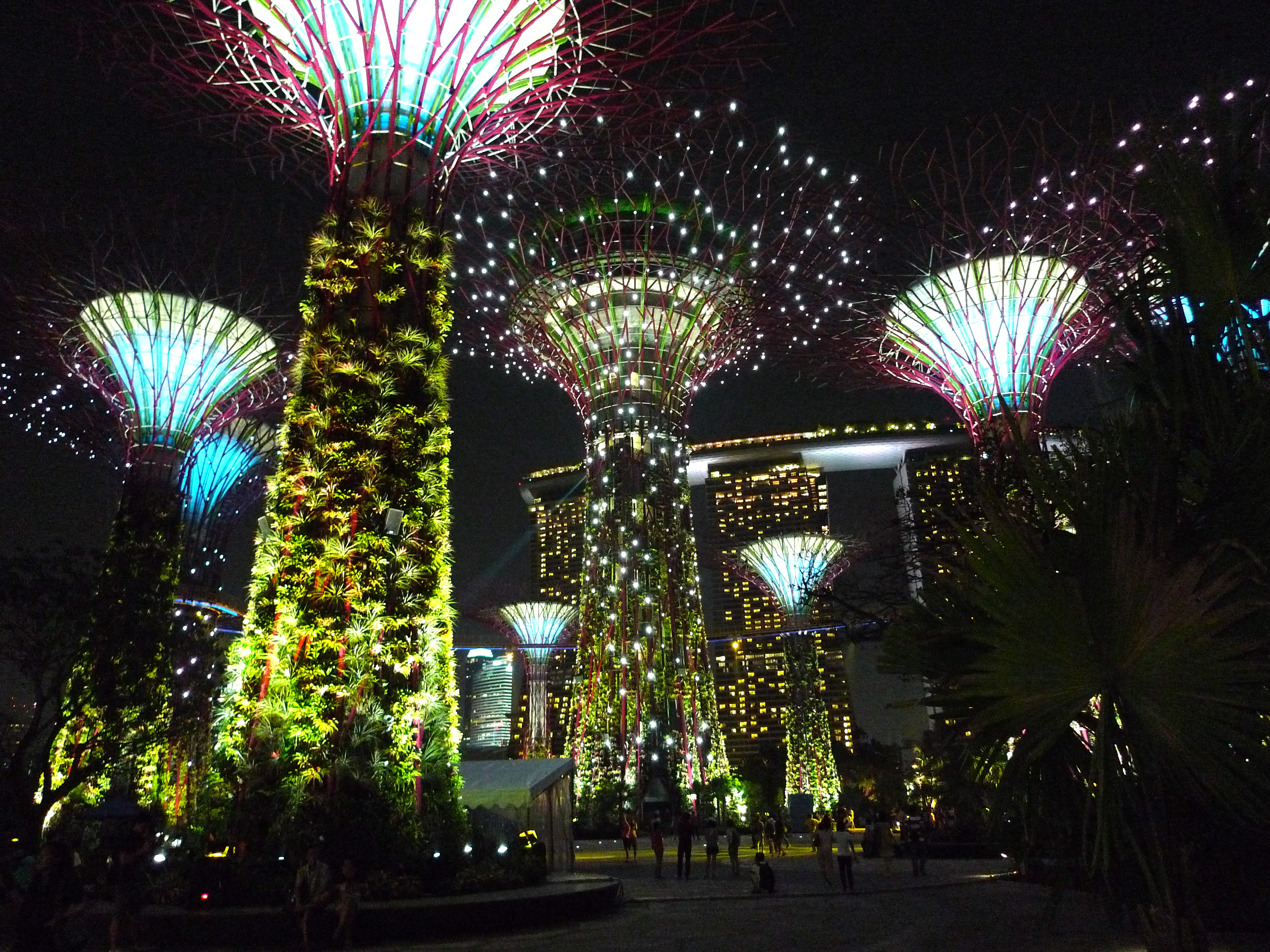
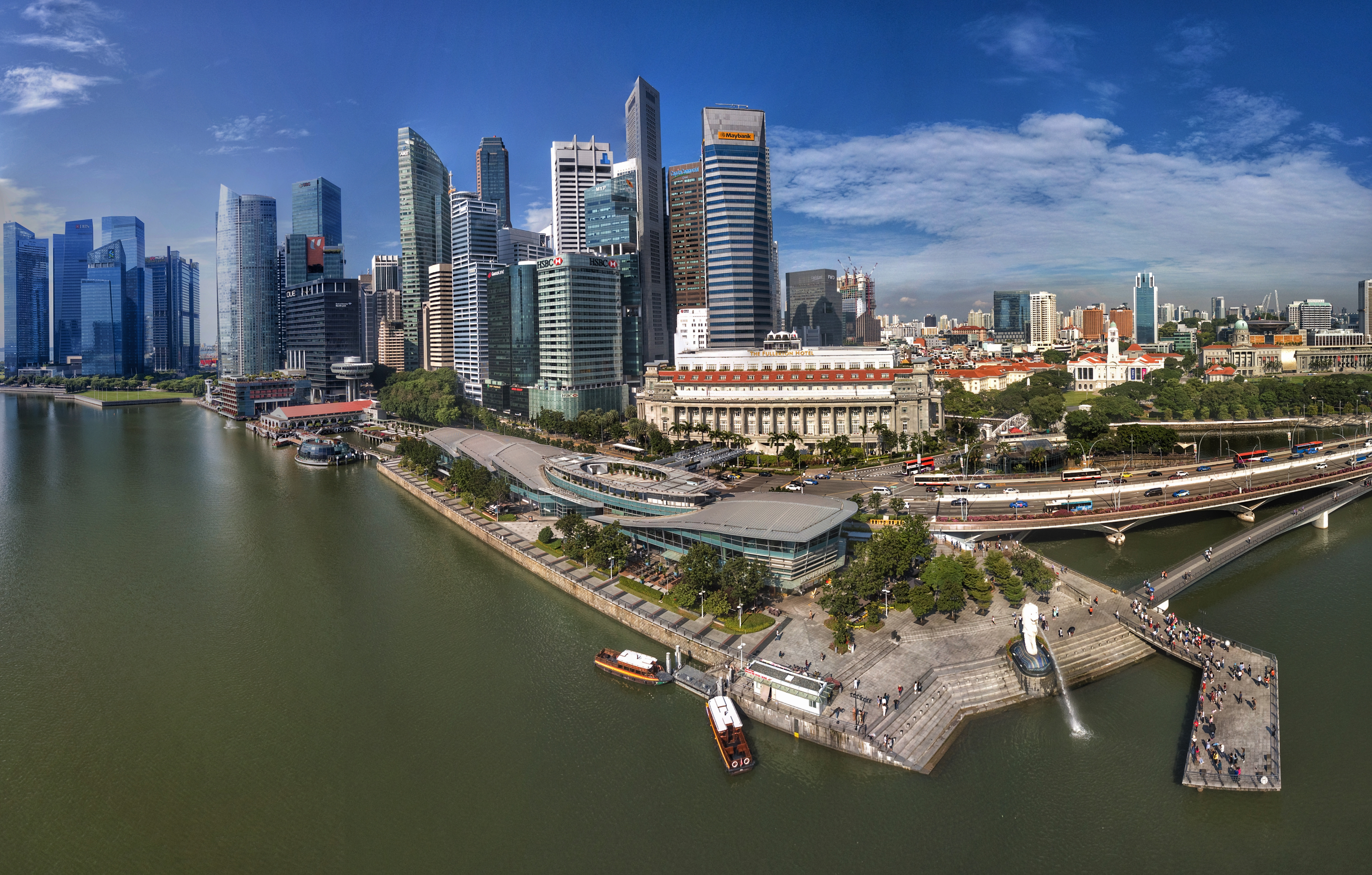
پانورامای هوایی پارک مرلیون و مناطق اطراف آن

## نشانه‌های فرهنگی و تاریخی
سنگاپور به عنوان مستعمره سابق انگلیس، دارای بناهای تاریخی و فرهنگی مختلف با تأثیرات دوران استعمار و منطقه در معماری خود است. از جمله این بناهای فرهنگی می‌توان به مسجد سلطان، یکی از مهمترین مساجد سنگاپور اشاره کرد که در سال ۱۸۲۶ تکمیل شد. معبد Thian Hock Keng، یکی از قدیمی‌ترین معابد چینی سنگاپور است که در سال ۱۸۳۹ به پایان رسید و معبد سری ماریاممن که در سال ۱۸۲۷ ساخته شد، این معبد قدیمی‌ترین معبد هندو در سنگاپور است. از دیگر بناهای تاریخی می‌توان به بنای یادبود جنگ کرانجی، یادبود جنگ غیرنظامی، سالن کنسرت تئاتر و کنسرت ویکتوریا، معبد یوئه‌های چینگ، صومعه لیان شان شوانگ لین و ایستاما کامپونگ گلام اشاره کرد.